# عدن فجرة (إب)

تعديل مصدري - تعديل

عدن فجرة محلة تابعة لقرية الفعاشي، التابعة لعزلة بلادشار بمديرية إب إحدى مديريات محافظة إب في الجمهورية اليمنية.، بلغ تعداد سكانها 50 حسب تعداد اليمن لعام 2004.